# CERN httpd
CERN httpd 또는 W3C httpd는 초기의, 지금은 개발이 중단된 웹 서버(HTTP) 데몬으로, 유럽 입자 물리 연구소(CERN)가 1990년부터 팀 버너스리 등에 의해 개발한 것이다. C 언어로 구현되어 있으며 최초의 웹 서버 소프트웨어이다.

## 역사
CERN httpd는 원래 NeXTSTEP을 구동하는 NeXT 컴퓨터에서 개발되었다가 나중에 다른 유닉스 계열 운영 체제, OpenVMS, 그리고 유닉스 에뮬레이션 계층이 있는 시스템(예: emx+gcc가 있는 OS/2)에 이식되었다. 웹 프록시 서버로도 구성이 가능했다.
Version 0.1 was released in June 1991.

## 같이 보기
- 아파치 트래픽 서버
- 프록시 서버
- 리버스 프록시